# Campeonato Sudamericano de Hockey sobre césped femenino de 2014
El Campeonato Sudamericano de Hockey sobre césped femenino de 2014 se llevó a cabo desde el 8 al 16 de marzo de 2014. Tuvo la particularidad de jugarse dentro de los X Juegos Suramericanos realizados en Santiago, Chile, por lo que se entregó medallas de los juegos a los 3 equipos mejor ubicados. El campeón y el subcampeón clasificaron a los Juegos Panamericanos de 2015. 
Participaron 6 equipos en formato todos contra todos con partidos de quinto, tercer y primer puesto. Argentina obtuvo sexto título al ganarle en la final a Chile por 3-1. Uruguay obtuvo el tercer tras ganarle a Brasil 3-0.

## Equipos participantes
- Argentina
- Brasil
- Chile
- Paraguay
- Uruguay
- Venezuela

### Grupo único
– Clasificados a la final y clasificados a los Juegos Panamericanos 2015.
     – Jugaran el partido por el tercer puesto.
     - Jugaran el partido por el quinto puesto.
| Equipo    | Pts | PJ | V | E | D | GF | GC | DIF |
| --------- | --- | -- | - | - | - | -- | -- | --- |
| Argentina | 15  | 5  | 5 | 0 | 0 | 39 | 1  | +38 |
| Chile     | 12  | 5  | 4 | 0 | 1 | 25 | 5  | +20 |
| Uruguay   | 9   | 5  | 3 | 0 | 2 | 24 | 9  | +15 |
| Brasil    | 6   | 5  | 2 | 0 | 3 | 5  | 26 | -21 |
| Venezuela | 3   | 5  | 1 | 0 | 4 | 5  | 30 | -25 |
| Paraguay  | 0   | 5  | 0 | 0 | 5 | 4  | 31 | -27 |

### Resultados
| 9 de marzo de 2014 10:00 |      |           |  |  |
| Argentina                | 14–0 | Venezuela |  |  |

| 9 de marzo de 2014 12:00 |     |        |  |  |
| Uruguay                  | 7–0 | Brasil |  |  |

| 9 de marzo de 2014 18:00 |     |          |  |  |
| Chile                    | 8–1 | Paraguay |  |  |

| 10 de marzo de 2014 16:00 |     |         |  |  |
| Venezuela                 | 0–6 | Uruguay |  |  |

| 10 de marzo de 2014 18:00 |     |          |  |  |
| Argentina                 | 8–0 | Paraguay |  |  |

| 10 de marzo de 2014 20:00 |     |        |  |  |
| Chile                     | 5–0 | Brasil |  |  |

| 12 de marzo de 2014 10:00 |     |          |  |  |
| Brasil                    | 3–1 | Paraguay |  |  |

| 12 de marzo de 2014 12:00 |     |           |  |  |
| Uruguay                   | 1–3 | Argentina |  |  |

| 12 de marzo de 2014 18:00 |     |       |  |  |
| Venezuela                 | 1–7 | Chile |  |  |

| 13 de marzo de 2014 16:00 |     |         |  |  |
| Paraguay                  | 1–9 | Uruguay |  |  |

| 13 de marzo de 2014 18:00 |     |           |  |  |
| Brasil                    | 2–1 | Venezuela |  |  |

| 13 de marzo de 2014 20:00 |     |           |  |  |
| Chile                     | 0–2 | Argentina |  |  |

| 15 de marzo de 2014 09:15 |     |           |  |  |
| Paraguay                  | 1–3 | Venezuela |  |  |

| 15 de marzo de 2014 11:15 |      |        |  |  |
| Argentina                 | 12–0 | Brasil |  |  |

| 15 de marzo de 2014 15:45 |     |       |  |  |
| Uruguay                   | 1–5 | Chile |  |  |

### Quinto Puesto
| 16 de marzo de 2014 11:30 |     |          |  |  |
| Venezuela                 | 1–2 | Paraguay |  |  |

## Segunda fase

### Tercer Puesto
| 16 de marzo de 2014 13:45 |     |        |  |  |
| Uruguay                   | 3–0 | Brasil |  |  |

### Final
| 16 de marzo de 2014 18:15 |     |       |  |  |
| Argentina                 | 3–1 | Chile |  |  |

| Campeón del Campeonato Suramericano 2014 |
| ---------------------------------------- |
| Argentina Sexto título                   |

## Clasificación general
| Pos | Equipo    |
| --- | --------- |
| 1   | Argentina |
| 2   | Chile     |
| 3   | Uruguay   |
| 4   | Brasil    |
| 5   | Paraguay  |
| 6   | Venezuela |

## Clasificados a losJuegos Panamericanos 2015
| Bandera de Argentina | Bandera de Chile |
| Argentina            | Chile            |
| -------------------- | ---------------- |